# Hartmut Steeb

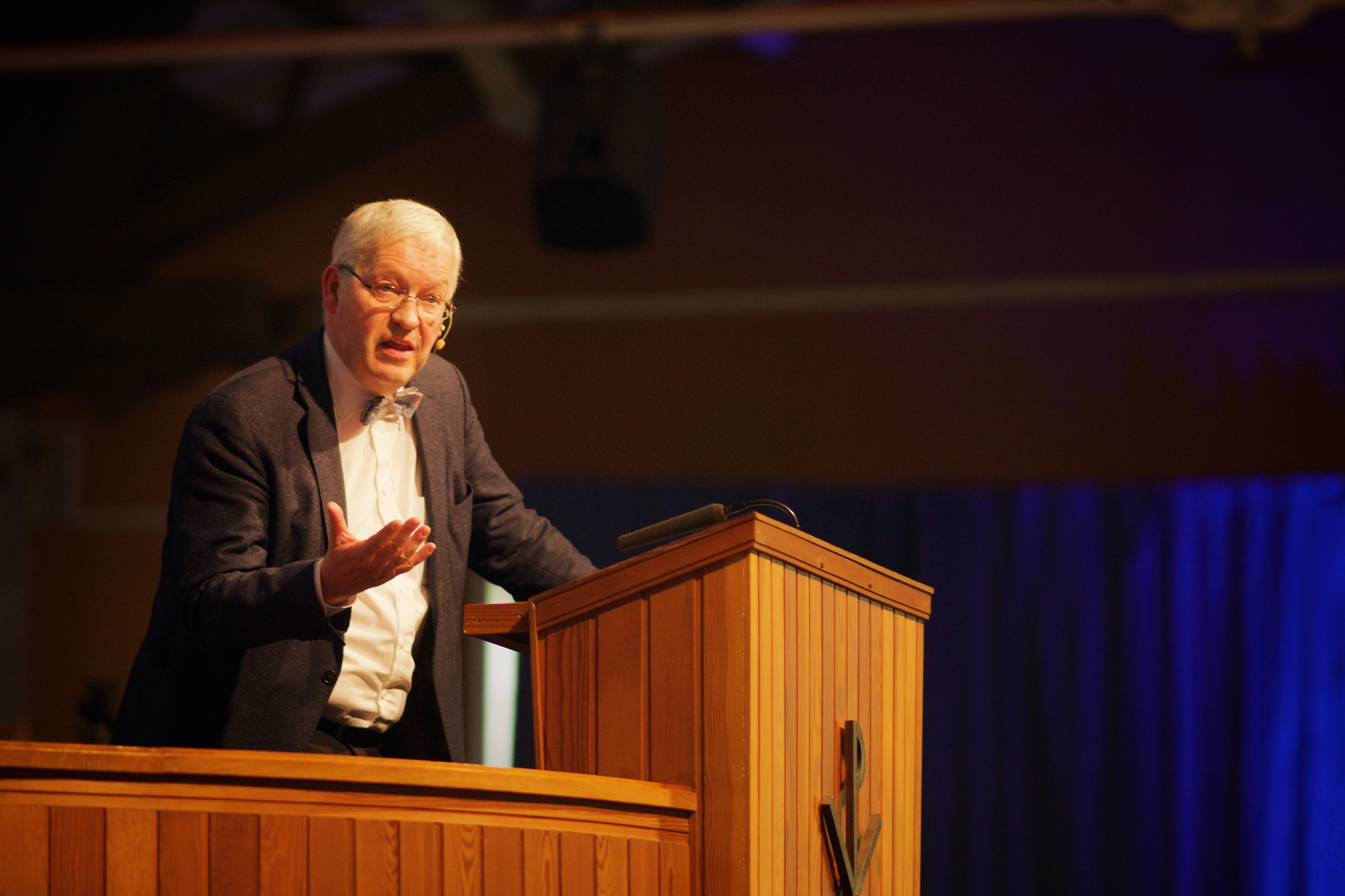
Hartmut Steeb 2023 in Bad Blankenburg

Hartmut Steeb (* 29. Oktober 1953 in Stuttgart) war ab 1. April 1988 Geschäftsführer der damals westdeutschen Evangelischen Allianz (DEA). Seit der Wiedervereinigung beider deutscher Allianzen war er von 1991 bis zu seinem Ruhestand 2019 Generalsekretär der Deutschen Evangelischen Allianz.

## Leben
Steeb erwarb 1969 die Mittlere Reife. Von 1969 bis 1974 durchlief er eine Ausbildung für den gehobenen nichttechnischen Verwaltungsdienst der Stadt Stuttgart. Dabei besuchte er von 1972 bis 1974 die Höhere Verwaltungsschule bzw. Fachhochschule für öffentliche Verwaltung Stuttgart (Diplom-Verwaltungswirt (FH) 1974).
Er war von 1975 bis zu ihrem Tod im Jahre 2024 mit der Autorin und Herausgeberin Angelika Steeb verheiratet. Gemeinsam haben sie zehn Kinder und 23 Enkelkinder.

## Werdegang
Von 1974 bis 1988 war er Verwaltungsbeamter beim Evangelischen Oberkirchenrat (OKR) der Evangelischen Landeskirche in Württemberg in Stuttgart. 1988 bis 1991 amtierte er als Geschäftsführer der damals westdeutschen Evangelischen Allianz. Vom 9. April 1991 bis Juni 2019 war er Generalsekretär der gesamtdeutschen Evangelischen Allianz.
Steeb war schon vor seiner hauptamtlichen Tätigkeit bei der Deutschen Evangelischen Allianz auch stark in kirchlichen Ehrenämtern engagiert. Etwa 20 Jahre lang entwickelte und leitete er die Jugendarbeit der evangelisch-landeskirchlichen Ludwig-Hofacker-Gemeinde in Stuttgart und war in dieser Kirchengemeinde von 1977 bis 1989 gewählter Kirchengemeinderat. Im Januar 1976 wurde er in den Vorstand der örtlichen Evangelischen Allianz Stuttgart gewählt und dort zum ehrenamtlichen Geschäftsführer berufen. Er gründete mehrere Vereine, wie die „Arbeitsgemeinschaft junger evangelischer Christen“ und die „Stuttgarter Arbeitsgemeinschaft Evangeliums-Rundfunk“.
Er war Mitinitiator und Mitgründer des Evangelisationswerks ProChrist. Steeb war ebenso bei der Gründung von Willow Creek Deutschland dabei, gründete 1996 den Verein „SPRING“ zur Durchführung des Spring-Festivals, das nach der Vereinsauflösung 2010 seit 2011 direkt als ein Event der Deutschen Evangelischen Allianz durchgeführt wird, unter seiner Leitung www.meinspring.de. Steeb war auch Impulsgeber für das gemeinsame Engagement evangelikaler Christen bei der Weltausstellung EXPO 2000 in Hannover, das zu einem gemeinsamen Auftritt der Deutschen Evangelischen Allianz, von World Vision Deutschland und dem CVJM im Pavillon der Hoffnung führte. Er war Mitinitiator der „Micha-Initiative“, die Christen zum Engagement gegen globale Armut und für weltweite Gerechtigkeit aufruft. Steeb engagiert sich auch besonders in Fragen der öffentlichen Verantwortung der Christen, der Familienpolitik und in der Lebensrechtsbewegung.
2014 erhielt Steeb einen Preis der Lebensrechtsbewegung der Stiftung Ja zum Leben.

### Ämter
Steeb war in den Jahren 1975, 1989 und 1992 Geschäftsführer der Stuttgarter Gemeindetage unter dem Wort, 1990 des „Deutschen Evangelisationskongresses“ und 1993 Generalsekretär von ProChrist. Außerdem war er von 1993 bis 2019 Geschäftsführer des „Evangelischen Allianzhauses Bad Blankenburg GmbH“, von 1994 bis 2022 Vorsitzender des 1991 gegründeten Vereins „Treffens Christlicher Lebensrecht-Gruppen“ und von 2011 bis 2017 Mit-Vorsitzender der „Koalition für Evangelisation“ Lausanner Bewegung Deutschland, wie schon einmal von 1999 bis 2002 (danach war er bis 2011 einer der stellvertretenden Vorsitzenden). Bis April 2013 war er stellvertretender Vorsitzender des von ihm mitbegründeten evangelikalen Vereins ProChrist, der Großevangelisationen veranstaltet. Er war bis 2019 Vorstandsmitglied bei der Arbeitsgemeinschaft Evangelikaler Missionen und war von seiner Gründung, an der er maßgeblich beteiligt war, bis 2013 Vorstandsmitglied und von 2017 bis 2022 erneut, dann als Stellvertretender Vorsitzender, beim Bundesverband Lebensrecht, und war bis 2011 auch bei dem mit von ihm gegründeten Verein Willow Creek Deutschland, nahm kraft Amtes bis 2019 als ständiger Gast beim Vorstand des netzwerk-m (früher: Ring Missionarischer Jugendbewegungen) teil, sowie ex officio bei der Evangelischen Nachrichtenagentur Idea. Steeb war Vorstandsmitglied beim Jahr der Bibel 2003, Christival 1996 und 2002, kickoff2006 sowie bei Spring e. V. Von 2005 bis 2013 engagierte er sich als Jugendschöffe. Steeb trug wesentlich dazu bei, dass sich nach der Öffnung der Mauer 1989 die westdeutsche Evangelische Allianz an die ostdeutsche Evangelische Allianz angeschloss und seit 1991 ihren juristischen Sitz in Bad Blankenburg in Thüringen hat. Die Geschäftsstelle ist dann 2004 von Stuttgart nach Bad Blankenburg verlegt worden. Seit 2024 ist er Vorsitzender des Vereins „Hope and Light“, der das seit 2004 in Südafrika bestehende Kinderhilfswerk „Hope and Light Community Welfare“ in Somerset West unterstützt.

## Ansichten und Meinungen
Steeb ist Verfasser und Mitverfasser der Stellungnahmen der Deutschen Evangelischen Allianz zu Fragen der evangelikalen Bewegung und zum Auftrag der von ihm mit vertretenen Deutschen Evangelischen Allianz, wie z. B. im Jahr 1998 „Was ist dran, worauf kommt’s an?“ und im Jahr 2009 „Wir sind eine Pro-Bewegung“ zu Fragen des Lebensschutzes, der Familienpolitik und des Verhältnisses zum Islam. 2006 kritisierte er ein Grußwort von Bundeskanzlerin Angela Merkel anlässlich des Stuttgarter Christopher Street Day (CSD) und sprach dabei von einer ideologischen Bewegung, die hinter dem CSD stehe. Ferner ist er der Meinung, dass konservative Christen von der Lesben- und Schwulenbewegung oft pauschal und undifferenziert als „Homo-Hasser, Nazis, Faschisten“ verunglimpft würden, und bezeichnete das Grußwort Merkels als aktive Unterstützung von „Homosexualität und Lesbentum“, das das Vertrauen in die Politik schwäche und für die Zukunft des Landes nicht gut sei.
Im Wochenmagazin Der Spiegel wurde Steeb als „das beste Beispiel“ dafür bezeichnet, dass die Weltbilder „rechtskonservativer AfD-Politiker“ und „christlicher Fundamentalisten“ bestens harmonierten. Steeb habe der neu-rechten Wochenzeitschrift Junge Freiheit ein Interview gegeben und seine inhaltlichen Positionen zeigten Überschneidungen mit Pegida und der AfD. In der Coronavirus-Pandemie 2020/21 bezweifelte er die Wirksamkeit der Schutzmaßnahmen. Steeb wies die Kritik daran zurück und präzisierte, nach seiner Ansicht seien die Kollateralschäden größer als der Nutzen der Schutzmaßnahmen.

## Werke (Auswahl)
- Zwischenbilanz, Evangelikale unterwegs zum Jahr 2000. Eigenherausgabe Deutsche Evangelische Allianz, 1991.
- Lies den Römerbrief, Festschrift für Dr. Fritz Grünzweig zum 75. Geburtstag 1989, herausgegeben von der Ludwig-Hofacker-Vereinigung
- The Right to Life for Every Person. Lebensrecht für jeden Menschen: Abortion – Euthanasia – Gen Technology, Herausgeber, Verlag für Kultur und Wissenschaft, 2000.
- Ich wünsche mir …, SCM Collection Wuppertal 2002, ISBN 3-7893-7283-8.
- Wir freuen uns mit. Segenswünsche für Eltern und Kind. Mit Angelika Steeb, St. Johannis-Druckerei, Lahr 1999, ISBN 3-501-07623-1.
- Paradigmenwechsel in der Familienpolitik In: Rainer Beckmann, Mechthild Löhr, Stephan Baier (Hg.): Kinder: Wunsch und Wirklichkeit, Kinder und Familien in einer alternden Gesellschaft, SINUS-Verlag, Krefeld 2006, ISBN 3-88289-810-0, S. 151–164.
- Aber bitte nicht den! Kennenlerngeschichten. Mit Angelika Steeb, SCM Hänssler Verlag, 2007
- EiNS-Magazin Quartalszeitschrift der Deutschen Evangelischen Allianz
- Was Deutschland jetzt braucht, 2005 Brockhaus-Verlag
- Christ und Politik. 50 Antworten auf Fragen und kritische Einwände (Vorwort), idea-Dokumentation 07/2005, Verlag für Kultur und Wissenschaft, ISBN 3-938116-08-0.
- Beitrag in „Das Wort, was mein Herz bewegt“, SCM R.Brockhaus, Wuppertal 2005, ISBN 978-3-417-24926-2.
- Lexikon-Beitrag zur Evangelischen Allianz im Lexikon neureligiöser Gruppen, Szenen und Weltanschauungen, Herder-Verlag 2005, ISBN 3-45128256
- Beitrag in „Lobe… und du lebst!“ Mit Psalmen durch das Jahr, SCM R.Brockhaus, Witten 2009, ISBN 978-3-417-26306-0.
- Lebensspuren – Texte aus vier Jahrzehnten von Peter Strauch (Wort zum Geleit), R.Brockhaus, Witten 2008, ISBN 978-3-417-26250-6.
- Gottes Handeln erwarten – auch in Deutschland  in: „Das lässt hoffen…“, Festschrift für Theo Schneider zum 60. Geburtstag, Brunnenverlag, Basel 2009, ISBN 3-7655-1426-8, S. 176–182.
- Vorwort im Buch „Glaube, Gänse und Genossen“, der Autobiografie von Jürgen Stabe, SCM Hänssler, Holzgerlingen 2009, ISBN 978-3-7751-5076-7.
- „Gottes verborgene Helden“ – Herausgeber, SCM R.Brockhaus, Witten 2010, ISBN 978-3-417-26352-7.
- Andachten im Losungskalender „Licht und Kraft“, Aue-Verlag Möckmühl und Verlag Ernst Kaufmann, Lahr, zuletzt in der 110. Ausgabe, im Jahrgang 2022, ISBN 978-3-87029-310-9, ISBN 978-3-87029-311-6 und ISBN 978-3-87029-338-3, ISBN 978-3-87029-376-5.
- Beitrag in „Leuchtstoff 3“ Die anderen Psalmen, Bornverlag, Kassel 2012, ISBN 978-3-87092-533-8.
- Andachten im jährlich erscheinenden Bibellesebuch „Mittendrin“, Bibellesebund, zuletzt in der Ausgabe 2012 mit Vorwort „Die Bibel (m) ein Lesebuch“, ISBN 978-3-87029-351-2 und ISBN 978-3-87029-352-9.
- Andachten im jährlich erscheinenden „Konstanzer Kalender momento“, Neukirchner Kalenderverlag, zuletzt in der Ausgabe 2024, ISBN 978-3-96536-048-8.
- Buchbeitrag „Das Wunder ist zum Wundern“ in „Das Geheimnis eines glücklichen Lebens“, herausgegeben von Reinhard Deichgräber, SCM R.Brockhaus, Witten 2012, ISBN 978-3-417-26479-1, S. 206–209.
- Mitherausgeber „weise SPRÜCHE statt leerer WORTE“ – Bibelarbeiten und Impulse über das Buch der Sprüche, Born-Verlag, Kassel 2012, ISBN 978-3-87092-536-9.
- Mitherausgeber „Freiheit – Ich bin so frei“ – Bibelarbeiten und Impulse zum Galaterbrief, Born-Verlag, Kassel 2013, ISBN 978-3-87092-552-9.
- Umschlagtext für Werkstatt Kirche, Fachverlag des IPP, Freudenstadt 2013, ISBN 978-3-943815-03-0.
- Autor in Liebe ist …: von der Gottesliebe und der Nächstenliebe: 50 Bibellese-Einheiten, BLB, Gummersbach 2017, ISBN 978-3-95568-215-6.
- Geleitwort in Klaus-Dieter Zunke (Hrsg.): An der Seite der Soldaten, LIT-Verlag, Berlin/Münster 2017, ISBN 978-3-643-13632-9.
- Beitrag in „Mensch Moni“ „Kleine Monika mit großer Weitsicht“, 2020, ISBN 978-3-00-066004-7
- Beitrag "Familie - Originalkonzept gegen Einsamkeit" in "Die Renaissance der Familie", 2025, ISBN 978-3-7693-7812-2
- Beitrag "Der Heilige Geist, Erneuerer und Bevollmächtiger" in "Die begründete Einheit der Evangelikalen Bewegung", 2025, ISBN 978-3-902669-69-8